# Rue de Villers

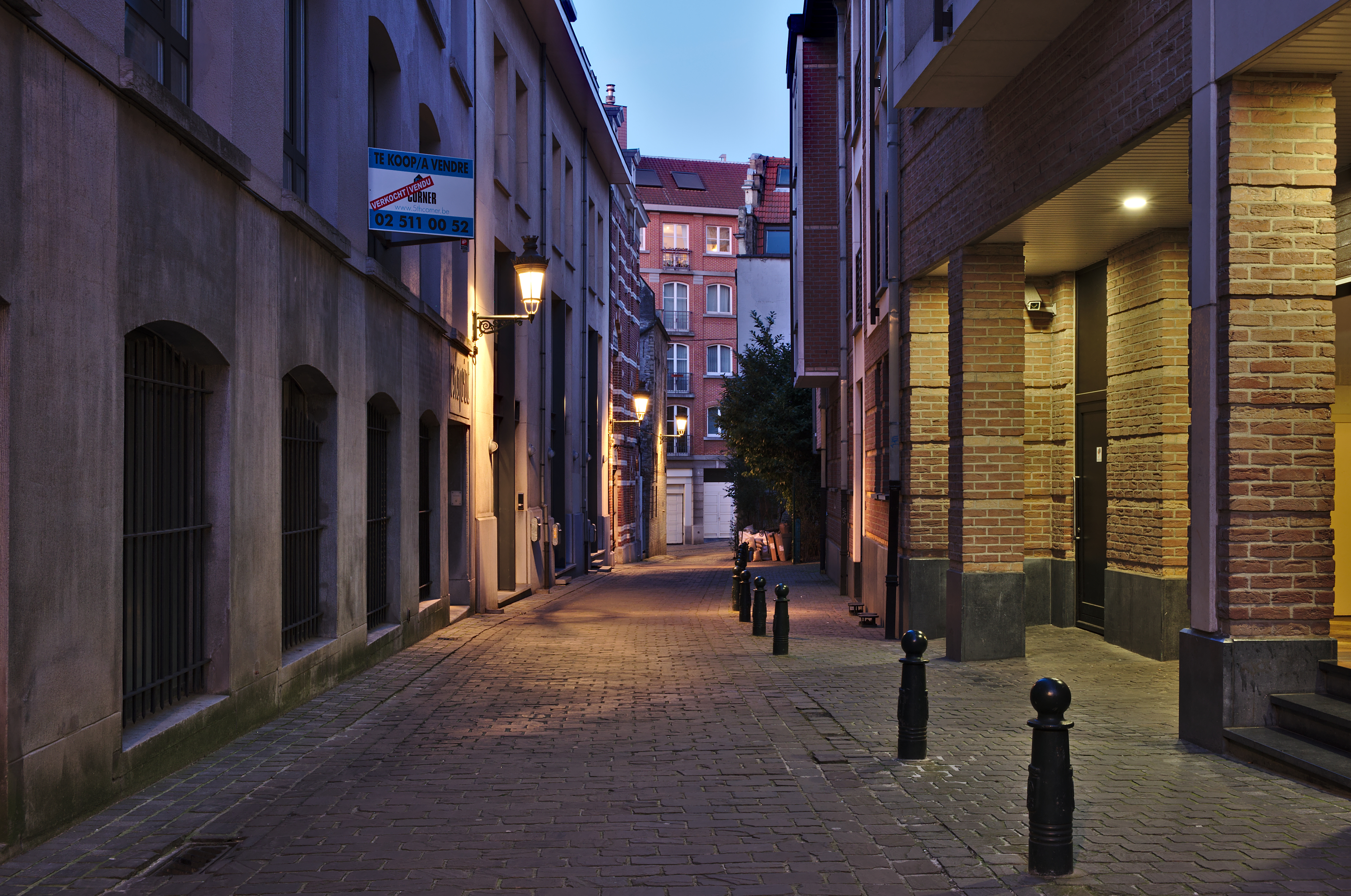
La rue de Villers, vers la rue du Chêne

La rue de Villers, qui s'appelait jadis rue du Chat Noir (en néerlandais : Zwarte Cattestraet) ou plus familièrement rue du Chat (Cattestraet), est une ruelle qui commence son cheminement au 27 rue du Chêne et aboutit jusqu'à la rue de Dinant après avoir bifurqué devant un beau reste de la première enceinte de Bruxelles.
Elle était jadis une impasse et est déjà mentionnée au XIIIe siècle.
L'abbaye de Villers y avait construit un refuge au XVIIIe siècle ce qui lui fit abandonner son nom historique en 1851.
Plusieurs impasses désormais démolies, y débouchaient : impasse du Papier, impasse de la Bombe, impasse de la Tempérence et impasse de la Cour Royale.
Au coin de la rue de Villers et de la rue du Chêne l'on remarque l'ancienne auberge "Au Saint-Jean-Baptiste" ("Sint-Jan"), habitée en 1767 par N. Proost, aubergiste, construite en 1696, qu'animaient les postillons et les voyageurs qui débarquaient des diligences de la Vieille Halle aux Blé située au haut de la rue du Chêne. Elle fut achetée par le peintre Philippe Schott qui légua cette maison devenue musée à la Ville.